# شعار إيطاليا
شعار إيطاليا (بالإيطالية: Emblema della Repubblica italiana)‏ اعتمدته الجمهورية الإيطالية التي كانت قد شكلت حديثًا في 5 مايو 1948.
يتألف الشعار من نجمة خماسية بيضاء ذات حدود حمراء موضوعة على ترس صلب محاط بغصني زيتون مربوطان إلى بعضهما بشريط أحمر كتب عليه REPVBBLICA ITALIANA (الجمهورية الإيطالية) بحروف كبيرة.
النجمة الخماسية هي العنصر المهيمن على الشعار، وهي رمز قديم في إيطاليا استخدم ليرمز للعلمانية وتوحيد إيطاليا. بينما يشير الترس الصلب إلى دستور الجمهورية الإيطالية التي تنص المادة الأولى منه على أن: "إيطاليا جمهورية ديمقراطية تقوم على العمل"

## التطور التاريخي لشعار إيطاليا

شعار مملكة إيطاليا 1870-1890.
الشعار الكبير لمملكة إيطاليا 1890-1929.
الشعار المصغر لمملكة إيطاليا 1890-1929.
شعار مملكة إيطاليا 1929-1943.
شعار الجمهورية الإيطالية 1943-1948.